# Федерация пятидесятнических церквей
Федерация пятидесятнических церквей (Federazione delle Chiese Pentecostali, FCP) — сообщество пятидесятнических церквей Италии.

## История
В 1983 году по инициативе пятидесятнических пасторов была организована первая конференция, состоявшаяся в Массафре, Италия. Эта первая встреча ясно показала необходимость способствовать более тесному сотрудничеству между пасторами. В итоге был образован «Съезд пятидесятнических служителей», который собирался регулярно один раз в год. 
В 1997 году съезд был преобразован в «Сообщество пятидесятнических евангелических церквей». 
Официально федерация была учреждена в 2000 году.

## Экуменизм
Федерация является членом-наблюдателем Федерации евангелических церквей Италии.

## Статистика
Федерация является второй по величине пятидесятнической организацией в стране после Ассамблей Бога в Италии. Согласно собственным данным, насчитывает более 50 000 членов.

## Члены
Федерация объединяет пятидесятнические церкви Италии. Основные члены федерации — церкви, имеющие близкую связь с американским протестантизмом. Среди организаций и движений-членов федерации можно выделить семь основных групп: 
- Итальянская пятидесятническая христианская церковь
- Апостольская церковь в Италии, итальянское отделение Апостольской церкви.
- Церкви «Елим» в Италии, итальянское отделение пятидесятнической церкви «Елим»
- Международная евангелическая церковь и миссионерская ассоциация, итальянское отделение Международной евангелической церкви.
- Итальянский филиал Церкви Божией (Кливленд, Теннесси)
- Новое пятидесятническое движение
- Церковь Слово Благодати

## Внешние ссылки
- Официальный веб-сайт